# Танелі Гямяляйнен
Танелі Гямяляйнен (фін. Taneli Hämäläinen, нар. 16 квітня 2001, Куопіо) — фінський футболіст, захисник нідерландського клубу «АДО Ден Гаг». Виступав також за клуб «КуПС». Триразовий володар Кубка Фінляндії, чемпіон Фінляндії.

## Клубна кар'єра
Танелі Гямяляйнен народився 2001 року в місті Куопіо, та є вихованцем футбольної школи місцевого клубу «КуПС». У 2020 році Гямяляйнен розпочав грати в основній команді клубу, в якій грав до кінця 2024 року, та став у її складі триразовим володарем Кубка Фінляндії, а в 2024 році чемпіоном Фінляндії.
З 2025 року Танелі Гямяляйнен грає у складі нідерландського клубу «АДО Ден Гаг».

## Виступи за збірні
У 2018 році Танелі Гямяляйнен дебютував у складі юнацької збірної Фінляндії, загалом на юнацькому рівні взяв участь у 3 іграх.
Протягом 2021—2022 років Гямяляйнен грав у складі молодіжної збірної Фінляндії. На молодіжному рівні зіграв у 12 офіційних матчах.

## Титули і досягнення
- Володар Кубка Фінляндії (3):

«КуПС»: 2021, 2022, 2024
- Чемпіон Фінляндії (1):

«КуПС»: 2024